# Новиков, Александр Васильевич (военачальник)
Алекса́ндр Васи́льевич Новиков (2 февраля 1864 — после 1931) — русский военачальник, генерал-лейтенант, герой Первой мировой войны.

## Биография

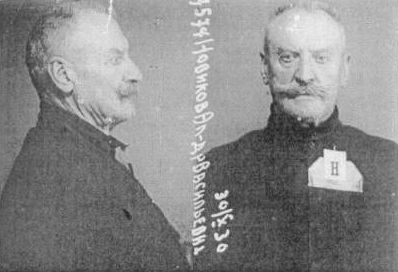
Снимок после ареста в 1930 году.

Православный. Из дворян Казанской губернии.
Окончил Нижегородскую военную гимназию (1881) и Михайловское артиллерийское училище по 1-му разряду (1884), выпущен подпоручиком в 12-ю конно-артиллерийскую батарею. Позднее был переведен в гвардейскую конно-артиллерийскую бригаду тем же чином и старшинством.
Чины: поручик (1888), штабс-капитан гвардии с переименованием в капитаны ГШ (1891), подполковник (1896), полковник (за отличие, 1900), генерал-майор (за отличие, 1907), генерал-лейтенант (за отличие, 1913).
В 1891 году окончил Николаевскую академию Генерального штаба по 1-му разряду.
По окончании академии служил старшим адъютантом штаба 20-й пехотной дивизии (1891—1893), обер-офицером для особых поручений при штабе 17-го армейского корпуса (1893—1896), и.д. штаб-офицера для особых поручений при штабе 13-го армейского корпуса (1896—1899) и штаб-офицером для поручений при штабе Московского военного округа (1899—1902). Цензовое командование эскадроном отбывал в 3-м драгунском Сумском полку (1894—1895).
В 1902—1905 годах состоял начальником штаба 1-й кавалерийской дивизии. Был начальником Тверского кавалерийского (1905—1907) и Елисаветградского кавалерийского (1907—1910) училищ. Затем командовал 2-й бригадой 5-й кавалерийской дивизии (1910—1913).
8 октября 1913 назначен начальником 14-й кавалерийской дивизии, с которой вступил в Первую мировую войну. Был награждён орденом Святого Георгия 4-й степени «за отличия в делах против неприятеля». 13 октября 1914 переведен командиром 1-го кавалерийского корпуса. С 31 января 1915 состоял в распоряжении Верховного Главнокомандующего, а 25 июня того же года был назначен командиром 43-го армейского корпуса. 2 апреля 1917 был отчислен от должности в резерв чинов при штабе Петроградского военного округа, а 28 апреля — уволен от службы по болезни с мундиром и пенсией.
В 1918 году добровольно вступил в РККА. В июне 1918 был назначен начальником штаба, а затем помощником военного руководителя Совета Западного участка отрядов завесы. C 15 ноября 1918 по 13 марта 1919 и с 9 по 14 июня 1919 был начальником штаба Западной армии. В июне—июле 1919 был командующим армией. С 1 сентября 1919 года состоял инспектором кавалерии Полевого штаба РВСР. 9 ноября 1920 был назначен начальником Московского топографического училища Высшего геодезического управления, а 26 апреля 1921 — инспектором работ ВГУ.
В 1922 году вышел в отставку. Общался с преподавателями Военной академии РККА, участвовал в Георгиевских праздниках. 29 ноября 1930 был арестован по делу «Весна»:

Первыми были схвачены отставные военные А. Н. Галицинский, А. В. Новиков и Н. С. Беляев, поскольку санкцию на их арест в Наркомате обороны запрашивать было не нужно. Затем был арестован друг Владиславского Е. К. Смысловский и преподаватели Военной академии ВВС С. Г. Лукирский и Ф. Ф. Новицкий. Кроме того, вскоре попал в кутузку и В. Г. Сухов.

Судя по протоколам допросов, большая часть арестованных держала себя очень достойно, в особенности — все три отставных генерала и подполковник В. Г. Сухов. Допросы длились сутками, причем, по всей видимости, подследственных сильно били. По крайней мере, есть основания считать, что генерал Галицинский умер именно от побоев.— Тинченко Я. Ю. Голгофа русского офицерства в СССР.
18 июля 1931 приговорен к 10 годам ИТЛ.
Дальнейшая судьба неизвестна. Был женат, имел четверых детей.

## Награды
- Орден Святого Станислава 3-й ст. (1893);
- Орден Святой Анны 3-й ст. (1898);
- Орден Святого Станислава 2-й ст. (1905);
- Орден Святого Владимира 3-й ст. (1911);
- Орден Святого Станислава 1-й ст. (1913);
- Орден Святого Георгия 4-й ст. (ВП 28.09.1914);
- Орден Святой Анны 1-й ст. с мечами (1915).